# Мюллер, Андреа
Андреа Мюллер (нем. Andrea Müller, род. 29 июня 1974 года, Цвайбрюккен) — немецкая прыгунья с шестом. Обладательница мирового рекорда 1995 года — 4,18 м. До сих пор остается единственной немецкой рекордсменкой мира в прыжках с шестом на открытом воздухе. Двукратная чемпионка Германии (1994, 1997).

## Биография и карьера
5 августа 1995 года на соревнованиях в Циттау установила мировой рекорд — 4,18 м, который продержался до 18 августа того же года. Наивысшим достижением Андреа в международных соревнованиях является бронзовая медаль Игр доброй воли 1994 года.
В 2006 году также пробовала свои силы в метании диска — 55,45 м.

## Основные результаты
| Год  | Соревнования                 | Место проведения        | Место | Результат |
| ---- | ---------------------------- | ----------------------- | ----- | --------- |
| 1994 | Игры доброй воли             | Санкт-Петербург, Россия | 3     | 3,90 м    |
| 1996 | Чемпионат Европы в помещении | Стокгольм, Швеция       | 5     | 3,95 м    |
| 1997 | Летняя Универсиада           | Сицилия, Италия         | 6     | 4,10 м    |